# ISO 31000
ISO 31000 – rodzina standardów dotyczących zarządzania ryzykiem opracowanych przez Międzynarodową Organizację Normalizacyjną (ang. ISO – International Organization for Standardization). Celem ISO 31000:2018 jest dostarczenie zasad oraz ogólnych wytycznych dotyczących zarządzania ryzykiem. ISO 31000 dostarcza uniwersalny model dla specjalistów oraz firm wdrażających procesy zarządzania ryzykiem i ma na celu zastąpienie obecnych standardów, metodologii i modeli, które różnią się między sobą w zależności od branży, rodzaju działalności czy regionu. 
Obecnie rodzina ISO 31000 zawiera:
- ISO 31000:2018-08 – Zarządzanie ryzykiem – Wytyczne (Risk management – Guidelines)[1]
- ISO/IEC 31010:2009 – Zarządzanie ryzykiem – Metody szacowania ryzyka (Risk management – Risk assessment techniques)
- ISO Guide 73:2009 – Zarządzanie ryzykiem – Słownictwo – wytyczne dla standardów (Risk management- Vocabulary – Guidelines for use in standards)

## Wstęp
ISO 31000 opublikowano w lutym 2018 r. i jest drugą edycją tej normy (pierwsza pochodzi z 2012 r. i została wycofana). Jest to standard dotyczący wdrażania procesów zarządzania ryzykiem. W roku 2009 opublikowano zrewidowany przewodnik (ISO/IEC Guide 73) zawierający słownik pojęć dotyczących zarządzania ryzykiem. Założeniem ISO 31000:2018 jest możliwość zastosowania standardu zarówno w sektorze publicznym, jak i prywatnym, wspólnotach, organizacjach, grupach lub przez jednostkę. Standardy ISO 31000 nie są przeznaczone dla konkretnej branży, stylu zarządzania czy tematu. Standard ma na celu dostarczenie zasad dobrych praktyk i wskazówek dotyczących wszelkich operacji związanych z zarządzaniem ryzykiem.

## Zakres
ISO 31000:2018 zapewnia ogólne wytyczne dla projektowania, wdrażania i podtrzymywania procesów zarządzających ryzykiem w organizacji. To podejście do zarządzania ryzykiem ma na celu dostosowanie wszelkich strategicznych, zarządczych i operacyjnych zadań w tym zarówno projektów, funkcji, jak i procesów do zbioru założeń dotyczących zarządzania ryzykiem.
Proces zarządzania ryzykiem:
- komunikacja i konsultacja,
- definiowanie kontekstu,
- szacowanie ryzyka (identyfikacja, analiza, ocena)
- traktowanie ryzyka,
- monitoring i przegląd ryzyka.

## Zarządzanie ryzykiem
ISO 31000:2018 podaje listę metod postępowania z ryzykiem (im bardziej preferowana metoda, tym wyżej na liście):
- unikanie ryzyka poprzez niepodjęcie działań lub zaprzestanie kontynuacji działań, które powodują ryzyko,
- podjęcie lub zwiększenie ryzyka aby wykorzystać okazję,
- usunięcie źródła ryzyka,
- zmiana prawdopodobieństwa wystąpienia ryzyka,
- zmiana konsekwencji,
- dzielenie się ryzykiem z inną stroną bądź stronami,
- świadome zachowanie ryzyka.

## Certyfikacja
ISO 31000 nie został opracowany z myślą o certyfikacji.

## Polska wersja
Poprzednia wersja normy została przetłumaczona przez Polski Komitet Normalizacyjny i opublikowana w 5 marca 2012. 
Aktualna polska wersja normy ISO 31000:2018 może być przetłumaczona przez Polski Komitet Normalizacyjny na wniosek zainteresowanych środowisk - decyzję w tej sprawie podejmuje Komitet Techniczny Polskiego Komitetu Normalizacyjnego.
Wersja polska normy ISO Guide 73:2009 została opublikowana w 2012.